# Factor lambda (AFR)
El factor lambda, comúnmente designado con la letra griega  «λ», designa la proporción aire / combustible (en peso) en forma de mezcla que entra al cilindro de un motor de ciclo Otto, comparada con la proporción estequiométrica de la mezcla ideal, 14,7 partes de aire por 1 parte de combustible, todo ello en peso (normalmente gasolina).

Variación de la potencia (azul) y el consumo específico de combustible (verde) con el factor de mezcla

## Ejemplo
Si en un caso dado la mezcla es tal que la proporción es de 1 : 15,5 se obtiene un factor lambda de 15,5/14,7 = 1,05 lo que en este caso se denomina mezcla pobre.  Esta situación es la adecuada para lograr consumos mínimos y emisiones mínimas de contaminantes, principalmente hidrocarburos y monóxido de carbono (HC y CO)  pero no torque o par motor máximo.
Si en otro caso tenemos 1 : 13,5 se obtiene 13,5/14,7 = 0,92 y en este caso se llama mezcla rica; se obtiene torque o par máximo y potencia máxima pero el consumo de combustible y las emisiones de contaminantes son mayores.

## Requerimientos según condiciones
Cuando se arranca el motor en frío y cuando se desea una aceleración franca, se ajusta mezcla rica.
Cuando se desea mínimo consumo, con el motor ya caliente, se ajusta mezcla pobre.
En el ralentí también es conveniente una mezcla un poco más rica para vencer las resistencias internas del motor.
En los motores alternativos de ciclo Otto de aviación, las grandes variaciones en la densidad del aire con la altura requieren un ajuste de mezcla manual. Este se monitoriza con la temperatura de los gases de escape (EGT).

## Desarrollo tecnológico
En la época del carburador, en el automóvil y la motocicleta, estos ajustes se lograban mediante la trampilla de arranque en frío, más conocida como ahogador, y la bomba de aceleración para obtener mezcla rica. La mezcla pobre se lograba mediante el econostato, un tubo con orificios calibrados consecutivo al surtidor o calibre de alta, llamado tubo mezclador ubicado en el sistema de marcha mínima de carburador.
Desde que existe la inyección electrónica de combustible, los ajustes se logran aumentando o disminuyendo el tiempo de inyección básico que es controlado por una unidad de control electrónico denominada ECM por sus siglas en inglés (Engine Control Module) que recibe información de ciertos sensores que le informan las RPM del motor y el caudal de aire de admisión, temperatura del líquido refrigerante del motor, y la posición de la mariposa o válvula de aceleración. Alimentado el ECM con esta información, éste determina qué tiempo de inyección es el más apropiado en función de las condiciones de temperatura y carga del motor.
Con la introducción del catalizador, el factor lambda se mantiene en valores muy cercanos a 1 con objeto de obtener el máximo rendimiento del motor con el menor % de emisiones contaminantes, gracias a la utilización de la sonda lambda conocida como sensor de oxígeno, la cual está detectando permanentemente el valor del oxígeno residual de la combustión, en los gases de escape, enviando esta señal al ECM para también, además de los otros componentes mencionados, ajustar el tiempo de inyección básico de modo permanente.